# Буковий праліс (заповідне урочище, Хотинський район)
Бу́ковий пралі́с — заповідне урочище місцевого значення в Україні. Розташоване в межах Хотинського району Чернівецької області, на захід від села Рухотин. 
Площа 33 га. Статус присвоєно згідно з рішенням облвиконкому від 30.05.1979 року № 198. Перебуває у віданні ДП «Хотинський лісгосп» (Рухотинське л-во, кв. 23, вид. 3). 
Статус присвоєно для збереження частини лісового масиву з цінними насадженнями бука в східній частині ареалу. Вік насаджень — 180 років.